# Ångesjön
Ångesjön är en sjö i Ånge kommun i Medelpad och ingår i Ljungans huvudavrinningsområde. Sjön är 10 meter djup, har en yta på 2,82 kvadratkilometer och befinner sig 158,2 meter över havet.

## Delavrinningsområde
Ångesjön ingår i det delavrinningsområde (693345-149203) som SMHI kallar för Utloppet av Ångesjön. Medelhöjden är 229 meter över havet och ytan är 31,17 kvadratkilometer. Räknas de 598 avrinningsområdena uppströms in blir den ackumulerade arean 5 808,91 kvadratkilometer. Avrinningsområdets utflöde Ljungan mynnar i havet. Avrinningsområdet består mestadels av skog (73 procent). Avrinningsområdet har 2,83 kvadratkilometer vattenytor vilket ger det en sjöprocent på 9,1 procent. Bebyggelsen i området täcker en yta av 2,58 kvadratkilometer eller 8 procent av avrinningsområdet.